# 28740 Nathansperry
28740 Nathansperry è un asteroide della fascia principale. Scoperto nel 2000, presenta un'orbita caratterizzata da un semiasse maggiore pari a 2,7441075 UA e da un'eccentricità di 0,0368583, inclinata di 6,55193° rispetto all'eclittica.